# جويس كينيدي
جويس كينيدي (بالإنجليزية: Joyce Kennedy)‏ هي ممثلة بريطانية (وحملت سابقاً جنسية المملكة المتحدة لبريطانيا العظمى وأيرلندا)، ولدت في 1 يوليو 1898 بلندن في المملكة المتحدة، وتوفيت في 12 مارس 1943.

## وصلات خارجية
- جويس كينيدي على موقع IMDb (الإنجليزية)
- جويس كينيدي على موقع قاعدة بيانات الفيلم (الإنجليزية)